# 小鸣单车

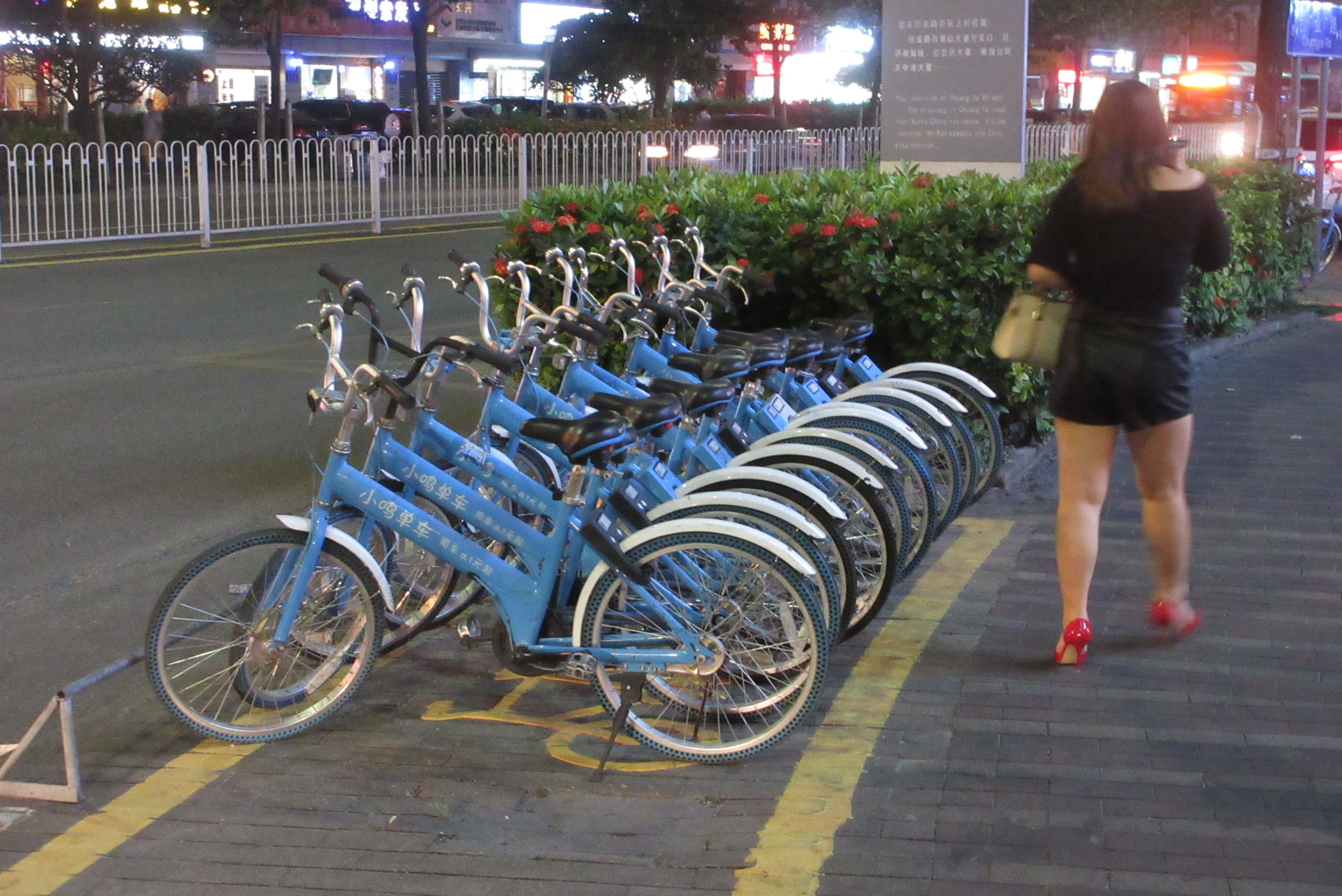
停靠于深圳市南山区南山大道的小鸣单车

小鸣单车是中国已破产的一个共享单车公司，于2016年9月由原宅米联合创始人兼首席运营官金超慧创办。在倒闭前，小鸣单车在中国大陆的广州、深圳、上海、杭州、佛山、梅州、南京、无锡、株洲、汕头、漳州、嘉兴、绍兴等地均有运营，共投放共享单车超过43万辆。
2018年3月27日，广州市中级人民法院决定将小鸣单车经营管理方广州悦骑信息科技有限公司进入破产程序，由此小鸣单车成为第一个进入破产程序的共享单车品牌。

## 历史

### 创办与融资
小鸣单车于2016年9月由原宅米联合创始人兼首席运营官金超慧创办于上海。创办时，核心团队成员来自滴滴出行和Uber，而智能硬件团队则拥有30多年自行车研发经验。成立后，小鸣单车在1个月内完成3次融资，分别是2016年9月27日联创永宣冯涛和多位上市公司背景股东的投资、2016年10月8日单车品牌凯路仕董事长邓永豪领投，部分上市公司背景股东跟投的1亿元A轮融资和2016年10月21日的B轮融资（具体融资额和投资方均未透露）。在完成A轮融资后，金超慧等从小鸣单车管理层退出，邓永豪开始接手小鸣单车的经营战略、产品研发和供应链整合等业务。2016年10月，小鸣单车开始在上海投放，拟于同年年底实现在上海市场投放10万辆的目标。
2017年7月，小鸣单车再次宣布获得B轮融资，并与苏宁金融达成战略合作。

### 押金难退事件
从2017年7月底起，有媒体陆续爆出了小鸣单车押金难退的消息，引发用户退押金爆发。根据小鸣单车退款规则，退款时间为1-7个工作日，然而用户在申请退款之后，不能在所规定的时间内收到退款，仅能通过“绿色通道”才能收到退款。另外，有用户在小鸣单车于7月23日发布的一条微博下发表评论要求退押金，截至8月14日有2000余条评论。但该条微博在8月15日被删除，且网友发表的部分评论也已被删除，然而网友发布的截图还可以在互联网上搜索到。而小鸣单车负责存放押金的银行账户为华夏银行广州分行开立的账户，但银行表示“无须履行三方监管义务”。8月16日，小鸣单车CEO陈宇莹表示，退款难的问题主要是因为公司技术问题导致，并表示有关技术问题将在一周内解决。公司会积极联系用户退款，计划在一个月内处理押金积存。
由于2017年广东省各级消委会共受理约12万件有关小鸣单车大面积拖延退还消费者押金的投诉，为此在2017年12月18日，广州市消费者委员会就小鸣单车拖欠押金等问题，向广州悦骑信息科技有限公司提起消费民事公益诉讼，该案也成为中国大陆首例共享单车公益诉讼案。2018年3月，广州市中级人民法院公开审理此案并当庭宣判，判决悦骑公司在判决生效之日起10日内退还押金，向公众披露押金收支使用信息，并在媒体上发表经法院认可的赔礼道歉声明。然而悦骑公司未在规定的判决时限内履行法律责任，广州市消委会于2018年4月24日向广州中院申请强制执行。

### 陷入困境与破产
2017年11月23日，据一位小鸣单车工作的员工爆料称，其实际控制人邓永豪遭失联，同时大量员工被裁，裁员比例达99%，薪资被拖欠。另外杭州分公司的大部分资产也已经变卖。
2018年3月，有用户以悦骑公司未退还其押金和帐户余额，且明显缺乏清偿能力为由，向法院提出对悦骑公司进行破产清算的申请。3月27日，广州中院认为其符合法律规定，予以受理。
5月10日，广州市中级人民法院对悦骑公司法定代表人关斌、监事徐蓓作出了限制出境的决定。5月18日，广州中院发布债权申报公告，称悦骑公司破产清算案已被受理，并公布了债权申报的途径、期限及程序等信息。债权人（包括押金未退的消费者）可通过“小鸣单车破产工作信息”公众号进行债券申报。由此，小鸣单车成为第一家进入破产清算程序的共享单车企业。根据公告，广州中院将于7月10日举行第一次债权人会议。5月21日，悦骑公司发表致歉声明，称“由于经营经验有限，悦骑公司在经营管理、商业决策上出现了严重的失误，致使公司目前无法解决广大‘小鸣单车APP’用户申退押金的问题，导致广大消费者利益受损，同时造成了严重不良的社会影响，对此，悦骑公司向广大的消费者致以诚挚的道歉并尽最大努力减少消费者的损失”。截至6月27日，“小鸣单车”用户有效申报的债权共计118738笔，供应商申报的债权共计28笔，职工债权共计115笔，相关管理人仅接管到35万余元人民币。目前悦骑公司位于广州市天河区尚德大厦的办公场所已搬空上锁。
7月10日，广州中院以“现场+网络”的方式，召开了小鸣单车破产案第一次债权人会议。在会议上，广州中院副院长吴筱萍表示悦骑公司名下财产分散，处置困难，导致共享单车回收成本高。7月26日，小鸣单车破产工作信息微信公众号发布破产处置方案公告，称中国再生资源开发有限公司决定对小鸣单车进行回收处置，每辆回收价格为12元人民币。

## 运营
小鸣单车在运营初期，主要在一二线城市投放。自2017年5月起，小鸣单车开始重点在三四五线城市投放，不再在一二线城市投放，运营范围主要覆盖中国南方及二三线城市。在倒闭前，小鸣单车在中国大陆的广州、深圳、上海、杭州、佛山、梅州、南京、无锡、株洲、汕头、漳州、嘉兴、绍兴等地均有运营，共投放共享单车超过43万辆，用户约400万人。每名用户借用小鸣单车的押金为199元，截至破产时累计收取用户押金总额8亿多元。
小鸣单车在运营管理上也有缺陷问题。在一些城市，负责管理小鸣单车的线下人员仅有一到两名。由于这一原因，导致小鸣单车经营不善，从而陷入困境。另外，小鸣单车的经营主体悦骑公司还存在以明显不合理价格与其他公司进行交易，签订购销合同的行为。

## 车型与技术
小鸣单车采取对一般单车进行实心胎和智能锁等改造的生产模式，与其他共享单车实行自主设计、生产不同。由于这一原因，其生产的单车成本相对适中，每辆生产成本控制在500元左右。在车锁配置方面，小鸣单车采用较为简单的机械结构，仅保留可传递车锁信息的功能，此举可降低其他共享单车采用的复杂车锁的故障率。而链条等组件则沿用普通自行车的配置。
另外，小鸣单车与一家广州技术公司合作研发了“电子围栏”停车位技术，其技术共申请了10多项专利，此举可解决共享单车乱停放的问题。这一“电子围栏”于2017年4月在四行仓库附近试点，之后计划在上海大悦城、七浦路商圈试点，待试验成功后移交给政府运营。试点一个月后，共享单车乱停放的问题得到了有效解决，受到了上海市民的好评，更被中国中央电视台报道。2017年6月，福建省龙海市在投放小鸣单车时，同时在全城范围设立电子围栏监控，成为中国大陆第一个全境设立共享单车电子围栏的城市。据时任小鸣单车CEO陈宇莹表示，曾有转型为共享单车电子围栏提供商的计划。